# Ефимьево (Переславский район)
Ефимьево — село в Переславском районе Ярославской области.
Расположено в 14 км к юго-востоку от Переславля-Залесского.

## История
Первый известный владелец села — боярин Иван Дмитриевич Шеин в 1564 году отдал его Богоявленскому монастырю, которому село принадлежало до секуляризации 1764 года.
В 1628 году здесь существовала уже церковь во имя святого Николая Чудотворца. В 1693 году была построена другая церковь во имя Живоначальной Троицы, а в 1707 году перестроена и Николаевская церковь. В 1766 году в Ефимьеве была перестроена вновь церковь во имя Николая Чудотворца, а в 1779 году Троицкая церковь. Эти две деревянные церкви существовали до 1818 года.
В 1818 году построен каменный храм с такою же колокольнею. Престолов в этом храме два: в холодном во имя Живоначальной Троицы, в приделе тёплом во имя святого Николая Чудотворца.
В Ефимьеве с 1892 года была земская народная школа.

## Население
| 1859 | 1905 | 1926 | 2007 | 2010 |
| ---- | ---- | ---- | ---- | ---- |
| 236  | ↗262 | ↗439 | ↘341 | ↘292 |